# كتابة الإعلانات
كتابة الإعلانات، أو كتابة النصوص الإعلانية أو الكاتبة للصورة أو تحرير الإعلانات، ويقصد منها تأليف نصوص بهدف الترويج لشخص أو شركة أو منتج أو رأي أو فكرة. وقد تستخدم تلك الكلمات أو المادة المكتوبة كنص مستقل، أو كإعلان يبث من خلال المذياع أو المرناة (التلفزيون)، أو ينشر عبر مختلف المنتجات الدعائية المطبوعة أو المصورة أو المكتوبة. الهدف الرئيسي من كتابة هذا النص الترويجي هو إقناع المستمع أو القارئ أو المشاهد بشراء منتج ما أو الاشتراك في خدمة ما أو اتباع وجهة نظر معينة، أو العكس، دفعه للإحجام عن فكرة أو سلوك أو اعتقاد معين.
تشمل كتابة الإعلانات مختلف أركان الإعلان، من بنية النص، إلى العنوان، إلى الشعار أو النداء، إضافة إلى رسائل البريد المباشرة، أو أغاني الإعلانات، ونصوص الإعلانات على الإنترنت التي تشكل الوسط الجديد سريع النمو في عالم الدعاية والإعلان إضافة إلى والراديو والتلفزيون والجرائد، وباقي المواد المكتوبة في وسائل الإعلان المختلفة. يمكن لكاتب الإعلانات أن يقدم الكلمات والأفكار للإعلانات المطبوعة أو الأدلة أو الملصقات أو الدعايات أو المنشورات أو البطاقات البريدية أو المواقع الالكترونية أو البريد الالكتروني أو الرسائل القصيرة أو باقي الوسائل الإعلانية.
يستخدم كتّاب الإعلانات في مواقع الإنترنت أساليب في الكتابة وفي اختيار الكلمات تحقق لهم أفضل المراتب في محركات البحث. ويشار إلى ذلك عادة بأنه المحتوى الكتابي، والذي يقتضي اختيار كلمات إستراتيجية وتكرار كلمات وعبارات مفتاحية على صفحات المواقع. ومع تزايد ذكاء محركات البحث يوماً بعد يوم تتغير الشريحة المستهدفة من وراء كتابة الإعلانات على الإنترنت. لقد بات من واجب كاتب الإعلانات في المواقع الإلكترونية أن يجذب بكلماته البواحيث (محركات البحث) ويحظى لديها بمرتبة متقدمة ناهيك عن أن يأسر زوار الموقع من بني البشر.

## كاتب الإعلانات
يعمل بعض كتاب الإعلانات كمستقلين لصالح مجموعة من الشركات أو الجهات. وقد يعملون كموظفين في وكالات دعاية وإعلان أكبر، أو شركات العلاقات العامة، أو الأقسام الإعلانية في الشركات الكبرى، أو التلفزيونات أو الإذاعات أو الجرائد أو المجلات وغالبا ماتكون هذا الشركات والمؤسسات لها اهداف ربحيه.
يعمل كاتب الإعلان عادة كعضو في فريق العمل الإعلاني، وفي وكالات الدعاية والإعلان يعمل جنباً إلى جنب مع المخرج الفني. يتحمل كاتب الإعلانات مسؤول اجل ية كاملة عن المحتوي الصوتي أو المكتوب للإعلان، في حين يتحمل المخرج الفني مسؤولية كاملة عن شكل ومظهر الإعلان. وكلاهما مسؤول عن ابتكار أفكار ملفتة وجديدة وفعالة في مجال الترويج.
يتشابه عمل كاتب الإعلان أحياناً مع الكتاب التقني، حتى أن أحدهما قد يغير عمله ليصبح الآخر. على أي حال فالكتابة التقنية مخصصة لإخبار القارئ أكثر من إقناعه. فكاتب الإعلان سيؤلف إعلاناً ليبيعك سيارة، في حين سيعمل الكاتب التقني على كتابة دليل استخدام حتى تتعلم كيف تستخدمها.
في بعض الشركات العربية يستخدم أعضاء الفريق الكلمة الإنكليزية (كوبي رايتر/copywriter) للإشارة إلى كاتب الإعلانات. وقد يلاحظ البعض التشابه اللفظي للكلمة بالإنكليزية مع كلمة أخرى كثيراً ما تختلط معها وهي كلمة (كوبي رايت/copyright) لحفظ حقوق النشر. وهما مجالان لا علاقة لهما ببعض.
كثيرون من مبتكري الإعلانات يكونون كتاب إعلانات قبل أن يتحول إلى مبتكرين، وأخرون يتقاعدون بعد مدة طويلة من الكفاح في المجال الابتكاري ليرتاحوا في مجال كتابة الإعلانات وينجحوا في ذلك نجاحاً باهراً.

## كتابة الإعلانات في العالم العربي
لا توجد دراسة أكاديمية نظامية لتخريج كتاب الإعلانات أو مؤلفي النصوص، فهم في العادة من مؤلفي الأغاني أو الهواة أو المترجمين وأحياناً الصحافيين الذين اندمجوا في سلك الدعاية والإعلان. وهناك الكثير من كتاب الإعلانات الناجحين بسبب ازدهار النشاط الإعلاني في العالم العربي وفي منطقة الخليج العربي التي يشترط لكاتب الإعلانات العربية فيها إتقانه للإنكليزية، وتصبح مهمته أحياناً ترجمة الإعلان بدل تأليفه، وترجمة التقارير الصحافية بدل كتابتها، وهو يعمل جنباً إلى جنب مع كتاب الإعلانات باللغة الإنكليزية، وكذلك فيما يخص الرسائل البريدية ونصوص المواقع الإلكترونية.
تقع على عاتق كاتب الإعلانات العربي مسؤولية لغوية، لكنه لا ينجح عادة في تأديتها من وجهة نظر البعض، وذلك لأسباب عدة. حيث تدخل بشكل دائم مفردات أجنبية إلى اللغة العربية عن طريق الإعلانات بسبب ميل الكثير من هؤلاء إلى استخدامهم المفردة الإنكليزية نفسها وعدم البحث الجاد في استنباط مصطلح عربي، وهو ما قد يساهم في إضعاف اللغة العربية.

## مواضيع متعلقة
- دعاية وإعلان
- حملة إعلانية
- العلاقات العامة
- أبحاث الدوافع

## المصدر
1. ↑  "معلومات عن كتابة الإعلانات على موقع zhihu.com". zhihu.com. مؤرشف من الأصل في 2021-11-25.
2. 1 2  "كيفية صياغة نص اعلاني مميز" (بالإنجليزية الأمريكية). 29 Nov 2024. Retrieved 2025-02-19.

- الموسوعة الإنكليزية.